# مقام العقل في الإسلام (كتاب)
مقام العقل في الإسلام كتاب ألفه المفكر الإسلامي محمد عمارة عام 2008. يستعرض الكتاب مختلف التيارات الإسلامية ورؤيتها تجاه العقل ودوره في المنظومة الإسلامية والتي من بينها التيار النصوصي والذي يقف عند حدود النص متنكرًا للرؤية العقلية باعتبار أن العقل هو بديل للهوى كذلك التيار الباطني وأصحابه أيضًا أبعدوا العقل واعتمدوا ما يسمى بالتأويل العبثي للنصوص الشرعية أما التيار الثالث فهو التيار الغربي وهو الذي أله العقل باعتبار أنه لا سلطان عليه وهو ما أدى إلى مخاصمة النص حيث افتعل معركة وهمية بين العقل والنقل، منتقلاً إلى تيار ما بعد الحداثة الذي اعتمد الرؤية التلمودية والتي تهدف إلى إصابة الإنسان بالشك العبثي بكل شيء وبعدها انتقل إلى الوسطية الإسلامية التي اعتمدت العقلانية القائمة على الوحي والوجود العقل لإيجاد علاقة متوازنة، كل هذا يتم عرضه من خلال دراسة عن العقل والعقلانية في الإسلام وخارجه، مستمدًّا من النصوص التراثية قيمة العقل في الوسطية الإسلامية.

## موضوع الكتاب
ينقسم الكتاب إلي قسمين، قسم يوضح مكانة العقل في الإسلام، ومدى هبوط ودنو مكانة العقل والعقلانية في التراث الفكري للإسلام، أما القسم الآخر، وهو الأهم، فيجمع نصوصا تراثية في العقلانية الإسلامية. ولقد حصر الدكتور وركز جيدا في أقواله على أقوال كبار علماء السلف وكبار علماء التصوف عن منزلة العقل، حتى يعلم ويتعلم مدعي السلفية في هذا العصر، ومدعي التصوف كذلك، ما كان عليه كبارهم وعلماؤهم من مدح للعقل والعقلانية، حيث يظهر في هذا الزمن أناس أهملوا العقل وقللوا من قيمته، وجعلو رفع شعار العقل والعقلانية بدعة في الدين. ومن يقول بذلك فهو صاحب هوى، فلو تم الرجوع إلى الخلف في زمن ليس بالبعيد، لظهر أن كل عالم أو داعية ممن رفعوا شعار العقل والعقلانية قد نال منه أمثال هؤلاء. وقد ذكر الدكتور، علي جهة الخصوص، أن هؤلاء قد نالو أيضا من الشيخ محمد الغزالي، فبعدما ألف الشيخ كتابه السنة النبوية عند أهل الفقه وأهل الحديث قام مدعوا السلفية بتأليف أربعة عشر كتابا ردا علي هذا الكتاب، وكانت التهمة الوحيدة للغزالي أنه رفع شعار العقل في رفضه لبعض أحاديث النبي محمد. وتم الاكتفاء في هذه المقدمة بذكر بعضا من أقوال كبار علماء السلف والتصوف عن العقل وعن مكانته في الإسلام.
- الحارث بن أسد المحاسبي ( 165-243/781-857) هو واحد من أئمة أعلام الصوفية وأقطاب التصوف في تاريخ الإسلام. عاش في عصر تابعي التابعين- أي في خير القرون- وألف كتابا أسماه العقل وفهم القرءان، كتب فيه عن مقام العقل فقال: «العقل غريزة وضعها الله في أكثر الخلق.. وعرفهم الله إياها بالعقل، فبذلك العقل عرفوا الله، وشهدوا عليه بالعقل الذين عرفوه به من أنفسهم بمعرفة ما ينفعهم وما يضرهم.. وبغريزة العقل أقام الله الحجة على البالغين، وإياهم خاطب من قبل عقولهم، ووعد وتوعد، وأمر ونهي، وحض وندب.. إنه، أي العقل، صفوة الروح، أي خالص الروح.. وهو اللب، ولب كل شئ خالصه، فمن أجل ذلك سمي العقل لبا. قال تعالي: إنما يتذكر أولو الألباب. والعقل نور وضعه الله طبعا وغريزة، يبصر به، ويعبر به. نور في القلب كالنور في العين، وهو البصر، فالعقل غريزة يولد العبد بها، ثم يزيد فيه معني بعد معني بمعرفة الأسباب الدالة علي المعقول.. هذه المعرفة عن العقل تكون.. والله إنما خاطب العباد من قبل ألبابهم واحتج عليهم بما ركب فيهم من عقولهم. فقد روي في تفسير قول الله لموسي عليه السلام وأنا اخترتك فاستمع لما يوحي أي اعقل ما أقوله لك. ويقول الله وتعيها أذن واعية أي أذن عقلت عن الله ما سمعت مما قال وأخبر». وهكذا تحدث هذا الرجل عن العقل الذي به تنور القلوب، ويتم تدبر الكتاب والإيمان بالرسل الذين بلغو الدين عن الله ، حيث أن الإيمان بدين الله أساسه العقل.
- ابن تيمية (661-728/1263-1328) يقول عن عدم مخالفة النص الصحيح للعقل الصريح، والذي بين الاستدلال بالعقل علي صحة النقل أو عدم صحته: «إن ما عرف بصريح العقل لا يتصور أن يعارضه منقول صريح: ولقد تأملت هذا في مسائل الأصول الكبار، كمسائل التوحيد والصفات، ومسائل القدر والنبوات، والمعاد وغير ذلك، ووجدت ما يعرف بصحيح العقل لم يخالفه سمع قط، بل السمع الذي يقال إنه يخالفه إما حديث موضوع أو دلالة ضعيفة، فلا يصح أن يكون دليلا: كما ظهر ما يخالف النصوص الصحيحة شبهات فاسدة يعلم بالعقل بطلانها».

وهناك كثير من الأقوال لشيخ الإسلام ذكرها الدكتور في كتابه هذا، ثم ذكر كذلك أقوالا أخرى لعلماء آخرين، تبرز مكانة العقل في الإسلام.